# Platydoras costatus
Platydoras costatus – gatunek słodkowodnej ryby sumokształtnej z rodziny kirysowatych (Doradidae), hodowany w akwariach.

## Zasięg występowania
Tropikalna i subtropikalna Ameryka Południowa. Występują w rzekach, potokach o umiarkowanym nurcie oraz w jeziorach. Preferują kryjówki wśród zatopionych korzeni lub odpoczywają zakopując się w piasku.

## Opis
Osiąga do 24 cm długości. W naturze żywi się mięczakami i skorupiakami. W akwarium chętnie zjada żywe i mrożone larwy ochotki, doniczkowce, a także narybek żyworódek.
Prowadzi nocny tryb życia. Rośnie wolno. Może być agresywny wobec innych ryb zajmujących tą samą przestrzeń w akwarium.

## Warunki w akwarium
Akwarium powinno być duże, minimum 100 cm długości, gęsto porośnięte roślinami. Ryba ta wymaga dużej liczby kryjówek. Woda powinna być lekko kwaśna i miękka.